# 済州高氏
済州高氏（チェジュゴし、さいしゅうこうし、朝鮮語: 제주 고씨）は、朝鮮の氏族の1つ。本貫は済州特別自治道である。始祖は、三姓神話に伝わる耽羅国の3人の始祖のうちの一人である高乙那。2015年調査では310,542人がいる。
済州高氏大宗会の説明によると、「髙」（はしご高）が正しい表記である。

## 概要
『高麗史』地理志に引用された『古記（朝鮮語: 고기）』によると、太古、済州島には人が住んでいなかった。ある日、漢拏山の北山麓の地の三姓穴から3人の神人があらわれた。1人が高乙那、2人が良乙那、3人が夫乙那である。3人は、狩りをしながら暮らしていたが、ある日、日本国から流れてくる木箱を発見した。木箱を開けてみると、なかには青い衣を着た美しい3人の日本国王の処女、子牛、子馬と五穀の種が入っていた。髙乙那、良乙那、夫乙那の3人は、それぞれ日本国王の処女を妻に娶った。髙乙那は第二の都に定着し、農業をおこない、家畜を育てて子孫は栄え、髙乙那の子孫たちは済州髙氏となった。
朝鮮の髙氏は済州の他に、長興・清州・安東などの本貫があるが、すべては済州髙氏の分派である。また、済州特別自治道では済州髙氏が金海金氏に次ぐ2番目に大きな氏族である。

## 人口分布と集姓村
人口数、割合はいずれも2015年統計。全国で総人口に占める比例が最も高い地域は済州特別自治道済州市（32,756人、総人口の8.24%）である。集姓村のある地域は以下の通りである。
- 済州道西帰浦市（8,156人、総人口の6.26%）[9]